# Saint-Boniface (circonscription électorale provinciale)
Pour les articles homonymes, voir Saint-Boniface.
Circonscription électorale provinciale du Canada
Saint-Boniface (St. Boniface en anglais) est une circonscription électorale provinciale du Manitoba (Canada) existant depuis la création de la province en 1870. Elle est historiquement la circonscription des francophones de la province, ils représentent cependant moins de 30 % de sa population.
Depuis juillet 2018, elle est représentée par Dougald Lamont, chef du Parti libéral du Manitoba.
Deux premiers ministres Marc-Amable Girard, élu de 1870 à 1878 (premier ministre de décembre 1871 à mars 1872, puis en 1874) et Greg Selinger, chef du Nouveau Parti démocratique du Manitoba élu de la circonscription de 1999 à 2019 (premier ministre d'octobre 2009 à mai 2016).
Elle ne doit pas être confondu avec la circonscription fédérale de Saint-Boniface—Saint-Vital.

## Description
La circonscription reprend d'abord les contours de la ville de Saint-Boniface. En 1971, la commune est fusionnée avec celle de Winnipeg, la circonscription conserve son ancien ancrage, représentant à peu près le centre-est de la ville nouvelle. Elle est délimitée par la rue Mission au nord, la rivière Rouge à l’ouest, le boulevard Lagimodière à l’est, et les rues Harrowby et Lachance au sud.
L'âge médian de la circonscription est de 41 ans, ce qui est légèrement plus élevé que la médiane provinciale (38 ans).
Il s'agit du berceau historique des francophones du Manitoba, accueillant notamment le Centre culturel franco-manitobain, l'Université de Saint-Boniface, la tombe de Louis Riel, le Cercle Molière ou le Festival du voyageur (consacré aux cultures francophones). Cependant la part de francophone est en baisse : le recensement de 1999 distinguait 34 % de francophones de naissance contre 27 % des 21190 habitants en 2011. L'anglais reste la langue maternelle très majoritaire des habitants (63,2 %), les langues maternelles suivantes étant l'allemand (1,1 %) et le tagalog (0,9 %).

## Histoire politique
Lors de la première élection générale de la province en 1870, il existe deux circonscriptions : Saint-Boniface-Est (représentée par Marc-Amable Girard) et Saint-Boniface-Ouest (Louis Schmidt (en)), qui fusionnent en une circonscription unique en 1874. Elle est alors représentée par Marc-Amable Girard, qui a été brièvement ministre de décembre 1871 à mars 1872 et le redevient durant un an en 1874.
L'élection dans la circonscription a toujours eu lieu par vote uninominal à un tour, sauf à deux reprises : en 1949 et 1953 le député a été élu au scrutin préférentiel.
La circonscription alterne alors entre libéraux et conservateurs puis, à partir des années 1960, entre libéraux et néo-démocrates. 
En 1969, alors qu'Edward Schreyer forme le premier gouvernement néodémocrate de l'histoire de la province, avec seulement 27 députés sur 52, le député libéral de Saint-Boniface Laurent Desjardins change d'appartenance et l'appuie. Ce changement d'étiquette permet à Edward Schreyer d'obtenir une majorité d'un siège. Laurent Desjardins deviendra adjoint parlementaire puis ministre du Tourisme, des Loisirs et des Affaires culturelles, puis encore ministre de la Santé et du Développement social. Il siège ensuite dans l'opposition et reviendra encore une fois au gouvernement lorsque le Nouveau Parti démocratique du Manitoba reprendra le pouvoir.
Greg Selinger (Nouveau Parti démocratique du Manitoba) est élu en 1999 et devient alors ministre des Finances de Gary Doer. En 2009, ce dernier quitte son mandat pour devenir ambassadeur du Canada aux États-Unis, Greg Selinger lui succède alors comme premier ministre du Manitoba jusqu'en mai 2016.
En juillet 2018, une partielle a lieu à la suite de la démission de Greg Selinger. Bien que n'habitant pas la circonscription Dougald Lamont, nouveau chef du Parti libéral du Manitoba, se présente afin de gagner un siège. Ce pari risqué s'avère payant puisqu'il entre à l'Assemblée législative du Manitoba, permettant à son parti de passer le cap des quatre députés et de re-obtenir le statut de parti officiel.

## Liste des députés

### Saint-Boniface-Est (St. Boniface East) (1870-1874)
| Saint-Boniface-Est | Saint-Boniface-Est | Saint-Boniface-Est           | Saint-Boniface-Est | Saint-Boniface-Est | Saint-Boniface-Est |
| Nom                | Nom                | Parti                        | Mandat             | Législature        |                    |
| ------------------ | ------------------ | ---------------------------- | ------------------ | ------------------ | ------------------ |
|                    | Marc-Amable Girard | Coalition gouv./Conservateur | 1870 - 1874        | 1re                |                    |

### Saint-Boniface-Ouest (St. Boniface West) (1870-1874)
| Saint-Boniface-Ouest | Saint-Boniface-Ouest | Saint-Boniface-Ouest         | Saint-Boniface-Ouest | Saint-Boniface-Ouest | Saint-Boniface-Ouest |
| Nom                  | Nom                  | Parti                        | Mandat               | Législature          |                      |
| -------------------- | -------------------- | ---------------------------- | -------------------- | -------------------- | -------------------- |
|                      | Louis Schmidt (en)   | Coalition gouv./Conservateur | 1870 - 1874          | 1re                  |                      |

### Saint-Boniface (1874-1949)
| Saint-Boniface | Saint-Boniface       | Saint-Boniface               | Saint-Boniface | Saint-Boniface | Saint-Boniface |
| Nom            | Nom                  | Parti                        | Mandat         | Législature    |                |
| -------------- | -------------------- | ---------------------------- | -------------- | -------------- | -------------- |
|                | Marc-Amable Girard   | Coalition gouv./Conservateur | 1874 - 1878    | 2e             |                |
|                | Alphonse Larivière   | Coalition gouv./Lib.-cons.   | 1878 - 1879    | 3e             |                |
|                | Alphonse Larivière   | Coalition gouv./Lib.-cons.   | 1879 - 1883    | 4e             |                |
|                | Alphonse Larivière   | Coalition gouv./Lib.-cons.   | 1883 - 1886    | 5e             |                |
|                | Alphonse Larivière   | Coalition gouv./Lib.-cons.   | 1886 - 1888    | 6e             |                |
|                | Roger Marion         | Conservateur                 | 1888 - 1892    | 7e             |                |
|                | James Prendergast    | Lib.-cons. & Lib.            | 1892 - 1896    | 8e             |                |
|                | Jean-Baptiste Lauzon | Conservateur                 | 1896 - 1899    | 9e             |                |
|                | S. A. D. Bertrand    | Libéral                      | 1899 - 1900    | 10e            |                |
|                | Joseph Bernier       | Conservateur                 | 1900 - 1903    | 10e            |                |
|                | Horace Chevrier      | Libéral                      | 1903 - 1907    | 11e            |                |
|                | Joseph Bernier (2)   | Conservateur                 | 1907 - 1910    | 12e            |                |
|                | Joseph Bernier (2)   | Conservateur                 | 1910 - 1914    | 13e            |                |
|                | Joseph Bernier (2)   | Conservateur                 | 1914 - 1915    | 14e            |                |
|                | Joseph Dumas         | Libéral                      | 1915 - 1920    | 15e            |                |
|                | Joseph Bernier (3)   | Indépendant                  | 1920 - 1922    | 16e            |                |
|                | Joseph Bernier (3)   | Indépendant                  | 1922 - 1926    | 17e            |                |
|                | Joseph Bernier (3)   | Conservateur                 | 1927 - 1932    | 18e            |                |
|                | Harold Lawrence      | Independent Labor            | 1932 - 1936    | 19e            |                |
|                | Harold Lawrence      | Independent Labor            | 1936 - 1941    | 20e            |                |
|                | Austin Clarke        | Libéral-progressiste         | 1941 - 1945    | 21e            |                |
|                | Edwin Hansford       | Co-operative Commonwealth    | 1945 - 1949    | 22e            |                |

### Saint-Boniface (2 députés) (1949-1958)
| Saint-Boniface | Saint-Boniface       | Saint-Boniface            | Saint-Boniface | Saint-Boniface | Saint-Boniface |
| Nom            | Nom                  | Parti                     | Mandat         | Législature    |                |
| -------------- | -------------------- | ------------------------- | -------------- | -------------- | -------------- |
|                | Joseph Van Belleghem | Libéral-progressiste      | 1949 - 1953    | 23e            |                |
|                | Edwin Hansford       | Co-operative Commonwealth | 1949 - 1953    | 23e            |                |
|                | Roger Teillet        | Libéral-progressiste      | 1953 - 1958    | 24e            |                |
|                | L. Raymond Fennell   | Libéral-progressiste      | 1953 - 1958    | 24e            |                |

### Saint-Boniface (depuis 1958)
| Saint-Boniface | Saint-Boniface       | Saint-Boniface       | Saint-Boniface | Saint-Boniface | Saint-Boniface |
| Nom            | Nom                  | Parti                | Mandat         | Législature    |                |
| -------------- | -------------------- | -------------------- | -------------- | -------------- | -------------- |
|                | Roger Teillet        | Libéral-progressiste | 1958 - 1959    | 25e            |                |
|                | Laurent Desjardins   | Libéral-progressiste | 1959 - 1961    | 26e            |                |
|                | Laurent Desjardins   | Libéral              | 1961 - 1962    | 26e            |                |
|                | Laurent Desjardins   | Libéral              | 1962 - 1966    | 27e            |                |
|                | Laurent Desjardins   | Libéral              | 1966 - 1969    | 28e            |                |
|                | Laurent Desjardins   | Libéral-démocrate    | 1969 - 1971    | 29e            |                |
|                | Laurent Desjardins   | Néo-démocrate        | 1971 - 1973    | 29e            |                |
|                | J. Paul Marion       | Libéral              | 1973-1974      | 30e            |                |
|                | Laurent Desjardins   | Néo-démocrate        | 1974 - 1977    | 30e            |                |
|                | Laurent Desjardins   | Néo-démocrate        | 1977 - 1981    | 31e            |                |
|                | Laurent Desjardins   | Néo-démocrate        | 1982 - 1985    | 32e            |                |
|                | Laurent Desjardins   | Néo-démocrate        | 1985 - 1988    | 33e            |                |
|                | Neil Gaudry          | Libéral              | 1988 - 1990    | 34e            |                |
|                | Neil Gaudry          | Libéral              | 1990 - 1995    | 35e            |                |
|                | Neil Gaudry          | Libéral              | 1995 - 1999    | 36e            |                |
|                | Greg Selinger*       | Néo-démocrate        | 1999 - 2003    | 37e            |                |
|                | Greg Selinger*       | Néo-démocrate        | 2003 - 2007    | 38e            |                |
|                | Greg Selinger*       | Néo-démocrate        | 2007 - 2011    | 39e            |                |
|                | Greg Selinger*       | Néo-démocrate        | 2011 - 2016    | 40e            |                |
|                | Greg Selinger*       | Néo-démocrate        | 2016 - 2018    | 41e            |                |
|                | Dougald Lamont       | Libéral              | 2018 - 2019    | 41e            |                |
|                | Dougald Lamont       | Libéral              | 2019 - 2023    | 42e            |                |
|                | Robert Loiselle (en) | Néo-démocrate        | 2023 - présent | 43e            |                |

*Selinger est premier ministre de 2009 à 2016.

## Résultats électoraux
| Élection partielle de 2018 à la suite de la démission de Greg Selinger                        | Élection partielle de 2018 à la suite de la démission de Greg Selinger | Élection partielle de 2018 à la suite de la démission de Greg Selinger | Élection partielle de 2018 à la suite de la démission de Greg Selinger |
| Candidat                                                                                      | Candidat                                                               | Parti                                                                  | % des voix                                                             |
| --------------------------------------------------------------------------------------------- | ---------------------------------------------------------------------- | ---------------------------------------------------------------------- | ---------------------------------------------------------------------- |
|                                                                                               | Dougald Lamont                                                         | PLM                                                                    | 42,03 % (2625)                                                         |
|                                                                                               | Blandine Tona                                                          | NPD                                                                    | 28,34 % (1770)                                                         |
|                                                                                               | Francoise Therrien Vrignon                                             | Vert                                                                   | 16,28 % (1017)                                                         |
|                                                                                               | Mamadou Ka                                                             | PPCM                                                                   | 13,35 % (834)                                                          |
| Le taux de participation lors de l'élection était de 48,38 % et 24 bulletins ont été rejetés. |                                                                        |                                                                        |                                                                        |

| Élection générale manitobaine de 2016                                                          | Élection générale manitobaine de 2016 | Élection générale manitobaine de 2016 | Élection générale manitobaine de 2016 |
| Candidat                                                                                       | Candidat                              | Parti                                 | % des voix                            |
| ---------------------------------------------------------------------------------------------- | ------------------------------------- | ------------------------------------- | ------------------------------------- |
|                                                                                                | Greg Selinger (x)                     | NPD                                   | 42,41 % (3624)                        |
|                                                                                                | Mamadou Ka                            | PPCM                                  | 25,87 % (2211)                        |
|                                                                                                | Alain Landry                          | PLM                                   | 19,46 % (1663)                        |
|                                                                                                | Signe Knutson                         | Vert                                  | 12,26 % (1048)                        |
| Le taux de participation lors de l'élection était de 63,67 % et 141 bulletins ont été rejetés. |                                       |                                       |                                       |

| Élection générale manitobaine de 2011                                                         | Élection générale manitobaine de 2011 | Élection générale manitobaine de 2011 | Élection générale manitobaine de 2011 |
| Candidat                                                                                      | Candidat                              | Parti                                 | % des voix                            |
| --------------------------------------------------------------------------------------------- | ------------------------------------- | ------------------------------------- | ------------------------------------- |
|                                                                                               | Greg Selinger (x)                     | NPD                                   | 68,87 % (5914)                        |
|                                                                                               | Frank Clark                           | PPCM                                  | 17,90 % (1537)                        |
|                                                                                               | Brad Gross                            | PLM                                   | 7,06 % (606)                          |
|                                                                                               | Alain Landry                          | Vert                                  | 6,17 % (530)                          |
| Le taux de participation lors de l'élection était de 59,50 % et 38 bulletins ont été rejetés. |                                       |                                       |                                       |

| Élection générale manitobaine de 2007                                                         | Élection générale manitobaine de 2007 | Élection générale manitobaine de 2007 | Élection générale manitobaine de 2007 |
| Candidat                                                                                      | Candidat                              | Parti                                 | % des voix                            |
| --------------------------------------------------------------------------------------------- | ------------------------------------- | ------------------------------------- | ------------------------------------- |
|                                                                                               | Greg Selinger (x)                     | NPD                                   | 66,04 % (5090)                        |
|                                                                                               | Gilbert Laberge                       | PLM                                   | 13,61 % (1049)                        |
|                                                                                               | Jennifer Tarrant                      | PPCM                                  | 12,88 % (993)                         |
|                                                                                               | Alain Landry                          | Verts                                 | 6,88 % (530)                          |
|                                                                                               | Thane-Dominic Carr                    | Parti communiste du Manitoba          | 0,58 % (45)                           |
| Le taux de participation lors de l'élection était de 59,56 % et 38 bulletins ont été rejetés. |                                       |                                       |                                       |

| Élection générale manitobaine de 2003                                                         | Élection générale manitobaine de 2003 | Élection générale manitobaine de 2003 | Élection générale manitobaine de 2003 |
| Candidat                                                                                      | Candidat                              | Parti                                 | % des voix                            |
| --------------------------------------------------------------------------------------------- | ------------------------------------- | ------------------------------------- | ------------------------------------- |
|                                                                                               | Greg Selinger (x)                     | NPD                                   | 74,34 % (4904)                        |
|                                                                                               | Dougald Lamont                        | PLM                                   | 14,43 % (952)                         |
|                                                                                               | Dan Zahari                            | PPCM                                  | 11,23 % (741)                         |
| Le taux de participation lors de l'élection était de 52,19 % et 38 bulletins ont été rejetés. |                                       |                                       |                                       |